# Jan Jałmużnik
Jan Jałmużnik, znany także jako Jan V (ur. ok. 550 w Amanthonte, zm. 11 listopada 616 lub 620) – chalcedoński patriarcha Aleksandrii. Identyfikowany z Janem Jałmużnikiem, arcybiskupem Cypru (ok. 616).

## Życiorys
Był synem Epifaniusza, cesarskiego zarządcy Cypru, pochodził z arystokratycznej rodziny. Urodził się w Amathonte (stare Limassol). Ożenił się w młodym wieku i miał dzieci, jednak cała rodzina przedwcześnie zmarła, dlatego też Jan zdecydował się na przywdzianie mniszego habitu.
Ok. 610 został patriarchą Aleksandrii. Był zdecydowanym przeciwnikiem monofizytyzmu. Po napadzie Persów na Ziemię Świętą (614) wysłał do Jerozolimy pomoc. Po zajęciu przez Persów Aleksandrii powrócił na Cypr, gdzie prawdopodobnie został arcybiskupem. Zmarł 11 listopada 616, choć inne źródła (najprawdopodobniej mylnie) datę śmierci ustalają na rok 620.
Wybudował wiele świątyń. Przydomek zawdzięcza zasługom w dziele pomocy ubogim, chorym, opuszczonym. Opiekun przytułków, szpitali leprozoriów i bazyliańskich mnichów Świętego Łazarza na Bliskim Wschodzie. Był też pierwszym patronem szpitala założonego przez amalfitańskich kupców w Jerozolimie. Jego szczątki znajdują się w katedrze w Bratysławie.
Święty Jan Jałmużnik czczony jest w Kościele katolickim i prawosławnym. Wspominany był 23 stycznia, obecnie 11 listopada.